# Gentiana atuntsiensis
Gentiana atuntsiensis är en gentianaväxtart som beskrevs av W. W. Smith. Gentiana atuntsiensis ingår i släktet gentianor, och familjen gentianaväxter. Inga underarter finns listade i Catalogue of Life.